# Kazushige Oguri
Kazushige Oguri, jap. 小栗和成 (ur. 28 lutego 1965) – japoński sztangista, olimpijczyk (1988). Startował w wadze piórkowej (do 60 kg).

## Osiągnięcia

### Letnie igrzyska olimpijskie
- Seul 1988 – 7. miejsce (waga piórkowa)